# 那马镇
那马镇，是中华人民共和国广西壮族自治区南宁市良庆区下辖的一个乡镇级行政单位。

## 行政区划
那马镇下辖以下地区：
那马社区、共和村、那僚村、子伟村、冲陶村、坛良村、莲山村和一致村。